# 판징산관코박쥐
판징산관코박쥐(Murina fanjingshanensis)는 애기박쥐과에 속하는 박쥐의 일종이다. 중국의 토착종이다.

## 특징
작은 박쥐로 몸통 길이가 50.1~65.76mm이고 전완장이 40.6~41.44mm, 꼬리 길이가 42.2~46.68mm이다. 발 길이는 9.5~10.4mm, 귀 길이는 14.82~15mm이다. 털이 길다. 등 쪽은 불그스레한 갈색이지만 배 쪽은 노란색을 띤다.

## 생태
먹이는 곤충이다.

## 분포 및 서식지
중국 남부 구이저우성 금광에서만 알려져 있다. 해발 약 1,069m의 대나무 숲에서 서식한다.